# Communauté de communes de la Houve
La communauté de communes de la Houve est une ancienne communauté de communes située dans le département de la Moselle en région Grand Est.

## Histoire
La communauté de communes de la Houve a été créée le 5 septembre 2005.
Elle fusionne avec la communauté de communes du Pays boulageois au 1er janvier 2017 pour former la communauté de communes Houve-Pays boulageois.

## Composition
Elle regroupe 11 communes :
| Nom                      | Code Insee | Gentilé      | Superficie (km2) | Population (dernière pop. légale) | Densité (hab./km2) |
| ------------------------ | ---------- | ------------ | ---------------- | --------------------------------- | ------------------ |
| Falck (siège)            | 57205      | Falckois     | 6,07             | 2 481 (2014)                      | 409                |
| Berviller-en-Moselle     | 57069      | Bervillérois | 5,52             | 491 (2014)                        | 89                 |
| Château-Rouge            | 57131      |              | 4,32             | 278 (2014)                        | 64                 |
| Dalem                    | 57165      | Dalemois     | 7,32             | 591 (2014)                        | 81                 |
| Hargarten-aux-Mines      | 57296      | Hargartois   | 5,51             | 1 122 (2014)                      | 204                |
| Merten                   | 57460      | Mertenois    | 5,23             | 1 541 (2014)                      | 295                |
| Oberdorff                | 57516      |              | 4,22             | 356 (2014)                        | 84                 |
| Rémering                 | 57570      | Rémeringeois | 4,94             | 442 (2014)                        | 89                 |
| Tromborn                 | 57681      | Trombornois  | 6,13             | 381 (2014)                        | 62                 |
| Villing                  | 57720      | Villingeois  | 4,93             | 489 (2014)                        | 99                 |
| Vœlfling-lès-Bouzonville | 57749      | Vœlflingeois | 2,90             | 160 (2014)                        | 55                 |

## Administration
Le Conseil communautaire est composé de 24 délégués.
| Période                                  | Période       | Identité    | Étiquette | Qualité                      |
| ---------------------------------------- | ------------- | ----------- | --------- | ---------------------------- |
| Les données manquantes sont à compléter. |               |             |           |                              |
|                                          | 11 avril 2014 | Guy Moritz  |           | Adjoint de Falck             |
| 11 avril 2014                            | En cours      | Pascal Rapp |           | Maire de Falck (depuis 2008) |